# Chlorops aquisextanus
Espèce
Chlorops aquisextanus est une espèce fossile de diptère brachycères de la famille des Chloropidae, de la sous-famille des Chloropinae, du genre Chlorops.

## Classification
L'espèce Chlorops aquisextanus est publiée en 1937 par le paléontologue français Nicolas Théobald (1903-1981),. 

### Fossiles
Cet holotype mâle A1003, de l'ère Cénozoïque, et de l'époque Oligocène (33,9 à 23,03 Ma.) faisait partie de la collection personnelle de Nicolas Théobald et vient du gypse d'Aix-en-Provence.

### Étymologie
L'épithète spécifique aquisexatanus signie en latin « d'Aix-en-Provence ».

## Description

### Caractères
La diagnose de Nicolas Théobald en 1937, : 

« Insecte de petite taille; tête et thorax noirs; abdomen brun; ailes légèrement enfumées. Tête de forme arrondie, bord antérieur presque droit, à peine convexe; deux yeux latéraux non contigus; 2 antennes à l'avant de la tête, 2° article évasé, 3° article arrondi, chête antennaire nu. Thorax de forme ovale, scutellum arrondi à l'arrière; deux balanciers jaunes en massue. Abdomen en fuseau, légèrement étiré vers l'arrière, 8 segments, 2 pointes latérales à l'extrémité font partie de l'appareil génital ♂. Pattes courtes, fémurs non dilatés, tarses de 5 articles, tarse I à articles courts, tarse III à articles cylindriques; pattes brunes; tarses noirs (?). Ailes atteignant l’extrémité de l'abdomen; nervation très effacée, R courte, Rs se termine avant le sommet de l'aile; surface claire couverte de microtriches. »

### Dimensions
La longueur totale du corps est de 2,7 mm

## Biologie
« Les larves des Chlorops se développent sans doute dans les tiges des Graminées, comme c'est le cas pour les genres voisins. Ce genre est très répandu dans nos régions. »..

## Galerie

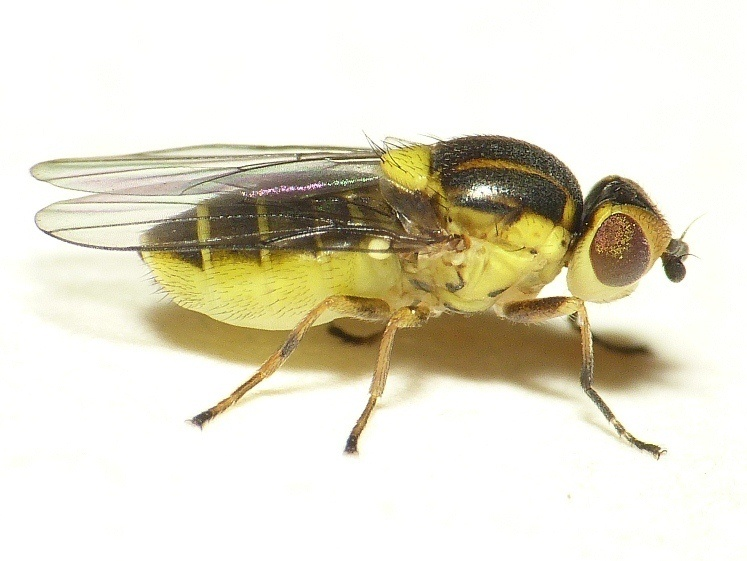
Chlorops pumilionis espèce sœur vivante.

### Publication originale
- [1937] Nicolas Théobald, « Les insectes fossiles des terrains oligocènes de France 473 p., 17 fig., 7 cartes,13 tables, 29 planches hors texte », Bulletin Mensuel de la Société des Sciences de Nancy et Mémoires de la Société des sciences de Nancy, Imprimerie G. Thomas,‎ 1937, p. 1-473 (ISSN 1155-1119 et 2263-6439, OCLC 786027547). .